# 紹洛姆基紹洛姆基
51°17′42″N 28°42′2″E / 51.29500°N 28.70056°E
紹洛姆基（烏克蘭語：Шоломки），是烏克蘭北部的村莊，隸屬日托米爾州的科羅斯滕區。該村始建於1647年，面積1.9平方公里，海拔高度157米，2001年人口755，人口密度每平方公里396.74人。